# Lunar Gateway
Лунная орбитальная платформа-шлюз (англ. Lunar Orbital Platform-Gateway сокращенно LOP-G, также известная как Gateway, ранее известна как англ. Deep Space Gateway) — программа по созданию возглавляемой НАСА (США) международной обитаемой окололунной станции, предназначенной на первом этапе для изучения Луны и дальнего космоса, а в дальнейшем в качестве станции пересадки для космонавтов, направляющихся на Марс и обратно.
Была публично представлена НАСА в марте 2017 года под названием Deep Space Gateway как часть программы по разработке пилотируемого полёта на Марс. Первым этапом подразумевалось создание станции на окололунной орбите, вторым этапом сборка на станции транспортного корабля для полёта на Марс и проведение годового пилотируемого полета на орбите Луны для проверки возможности длительных полётов.
Согласно меморандуму от 2 мая 2018 года, НАСА рассматривает станцию на орбите Луны, а также поддерживаемые правительством США коммерческие лунные проекты по созданию небольших спускаемых на Луну аппаратов, как подготовку запуска крупных автоматических миссий и основу для реализации высадки людей на поверхность спутника.
Текущая идея этого проекта подразумевает постройку многомодульной станции, которая будет вращаться вокруг Луны. Предполагается, что на станции во время экспедиции смогут работать четыре человека на срок от 30 до 60—90 дней. Планируется, что пилотируемые полёты к станции с использованием ракет-носителей Space Launch System первоначально будут проводиться раз в год.
Станция будет располагаться на орбите Near-rectilinear halo orbit (почти прямолинейная гало-орбита), сокращенно NRHO: минимальное расстояние от поверхности Луны около 3 000 км, максимальное около 70 000 км; станция будет делать один оборот вокруг Луны в течение приблизительно 7 дней. Помимо такой орбиты, которая может использоваться как переходная точка, откуда можно лететь и на Луну, и в дальний космос, рассматривался вариант размещения станции на низкой окололунной орбите высотой между 100 и 200 км, с которой проще садиться на Луну.

## Планируемые участники проекта и вклад сторон
- США: НАСА — создание части модулей станции, включая жилой и электродвигательный на первом этапе, ракета-носитель (РН) SLS, пилотируемый корабль «Орион», скафандры для станции[11]. Коммерческие ракеты и транспортные корабли.
- Канада: Канадское космическое агентство — официальный участник с февраля 2019 года. Создание роботизированных систем[12][13][14].
- ЕС: Европейское космическое агентство (ЕКА) — рассматривается участие в проекте; возможное строительство модуля, участие в строительстве модулей НАСА, и пилотируемого корабля «Орион», создание транспортного корабля с применением РН «Ариан-6»[15].
- Япония: Японское агентство аэрокосмических исследований[16] — рассматривается участие в проекте; возможное создание модуля, создание транспортного корабля HTV-X с применением РН «H3».

Более не состоят в проекте:
- Россия: «Роскосмос» — в конце сентября 2017 года было подписано неформальное совместное заявление Роскосмоса и НАСА о плане по созданию посещаемой станции в окололунном пространстве[17]. До июня 2020 года «Роскосмос» участвовал в работе экспертной группы по проекту Gateway. Представители российской стороны настаивали на участии в проекте на равных с США[18], договорённость достигнута не была и в январе 2021 года представители «Роскосмоса» были исключены[19] или вышли[20] из состава экспертной группы.

## История проекта
2009
В 2009 году группа промышленных подрядчиков, участвующих в программе МКС, приступила к совместному изучению потенциальных космических полётов человечества после прекращения использования МКС. В группу вошли: из США Boeing и Lockheed Martin, из России РКК «Энергия», из Европы EADS Astrium и Thales Alenia Space, из Канады MDA и из Японии Mitsubishi Heavy Industries.
2011
Международной координационной группой по исследованию космического пространства (англ. International Space Exploration Coordination Group сокр. ISECG), в состав которой входят международные агентства, в рамках последующих шагов после завершения использования МКС рассматривается создание орбитальной лунной станции; выпущена первая редакция Дорожной карты глобального развития (англ. Global Exploration Roadmap сокр. GER).
2012
НАСА проинформировало Белый Дом, что возможным главным кандидатом следующего большого проекта является создание пилотируемой орбитальной станции около Луны, в точке L2. Станция будет поддерживать небольшое количество астронавтов и функционировать в качестве промежуточной площадки для будущих миссий на Луну и Марс
2013
Международной координационной группой по исследованию космического пространства (ISECG) выпущена вторая редакция Дорожной карты глобального развития.
2014
В 2014 году главами космических агентств-партнеров по МКС был подписан План по изучению возможностей МКС для дальнейшего освоения космоса и создана рабочая группа Исследовательская группа по исследованию возможностей МКС(англ. ISS Exploration Capabilities Study Team сокр. IECST) для его реализации.
2015
- Март 2015: НАСА объявила о выборе компаний в рамках программы NextSTEP[англ.]. Выбрано три компании в рамках изучения электродвигательной установки и семь компаний в рамках разработки среды обитания[27][28].
- Октябрь 2015: НАСА опубликовало концепцию Пути на Марс. Концепция содержит три отдельных этапа. Первый этап содержит полёты на окололунной орбите. Второй этап содержит пилотируемые полёты в окололунном пространстве[29][30].
- В 2015 году были подписаны контракты РКК «Энергия» с компаниями «Lockheed Martin» и «Boeing» в рамках которых РКК «Энергия» совместно с компаниями-партнерами ведет разработки по полётам за пределы низкой орбиты в поддержку планов национальных агентств. В РКК «Энергия» проводится концептуальная проработка международной посещаемой платформы в окололунном пространстве[26].

2016
- 10 августа 2016 года НАСА выбрало 6 американских компаний для разработки концепции и создания полноразмерных наземных прототипов среды обитания DGS в рамках NextSTEP-2[31][32].
- Октябрь 2016: на закрытом заседании Международной рабочей группы по космическим аппаратам (англ. International Spacecraft Working Group сокр. ISCWG) в Хьюстоне представители из США, РФ, Европы, Японии и Канады обсудили изменения концепции станции на орбите Луны. Так же на заседании был отложен на один год запуск первого модуля — примерно до 2023 года[13][33].

2017
- Март 2017 года: НАСА опубликовало заявление в котором сообщалось о альтернативных планируемых начальных миссиях создаваемого РН «SLS» и корабля «Орион» в дальнейшем Пути на Марс, ранее планировалось что в первых запусках SLS будет осуществлено несколько миссий к астероиду «Asteroid Redirect Mission». В рамках программы первым этапом рассматривается создание Deep Space Gateway — станции на окололунной орбите состоящей из нескольких модулей. Данная станция будет создаваться и использоваться совместно с коммерческими и международными партнерами, и позволит им совершать автоматические или пилотируемые миссии на Луну или в другие направления в Солнечной системе. Второй этап состоит в создании «Deep Space Transport[англ.]» — транспортного многоразового космического корабля для путешествий за пределы орбиты Луны, например к Марсу. Данный этап завершится годовым пилотируемым полётом в окололунном пространстве чтобы подтвердить возможность полётов за пределы системы Земля—Луна к Марсу и другим пунктам[5]. Также партнеры могут внести дополнительные модули в виде шлюза и лунного посадочного модуля, ожидаются коммерческие грузовые миссии[34].
- Июнь 2017 года: на Глобальной конференции по исследованию космоса (GLEX 2017) проходящей в Пекине, Китай под авторством сотрудников агентств NASA, ESA, JAXA, CSA в виде разработки Международной координационной группы по исследованию космического пространства (ISECG) был предложен концепт Глобальной дорожной карты (GER) который помимо автоматических высадок на Луну рассматривал в том числе совершения пяти пилотируемых высадок на Луну начиная с 2028 года[35][36]. Также японское агентство JAXA заявляет о желании высадки японского астронавта на Луну в 2030 годах с окололунной станции[37].
- Ноябрь 2017 года: НАСА в рамках программы NextSTEP выбрало пять американских компаний для проведения исследования двигательно-энергетических элементов которые могут использоваться в DSG; исследование проводится для удовлетворения потребности в 50 кВт солнечноэнерегетического двигателя (англ. Solar electric propulsion[англ.] сокр. SEP) состоящего из солнечных батарей и ионных двигателей[38][39][40][41].

2018
- Январь 2018 года: Международной координационной группой по исследованию космического пространства ISECG, в которую входят 14 космических агентств, выпущена третья редакция Дорожной карты глобального развития (англ. Global Exploration Roadmap сокр. GER) в которой рассматривается создание орбитальной лунной станции. В ней помимо создания орбитальной станции рассматриваются и международные пилотируемые миссии на поверхность Луны[42][43].
- Январь 2018 года: американское НАСА и японское JAXA подписали совместное заявление по исследованию космоса, в котором подтвердили цель расширения своего сотрудничества в разработке концепта DSG на окололунной орбите[16].

- В феврале 2018 в рамках годового бюджета НАСА представило новое название создаваемой окололунной платформы Lunar Orbital Platform — Gateway. Также сообщила о планах запуска первого модуля с использованием коммерческого носителя в 2022 году, пилотируемого корабля «Орион» с жилым модулем в 2023 году[44]. Не исключаются возможные миссии экипажа на лунную поверхность. Так же разрабатываются сложные роботизированные миссии. Планируются коммерческие грузовые миссии снабжения где грузовые корабли смогут производить стыковку со станцией и во время её беспилотного полёта[6].
- Март 2018 года: JAXA и ЕКА подписали совместное заявление по исследованию космоса в котором поддерживают концепцию развития описанную в третей редакции Дорожной карты глобального развития включая создания DSG[45].
- Август 2018: НАСА и JAXA подписали совместное заявление о совместных усилиях по исследованию Луны и за её пределами[46].
- Сентябрь 2018. ЕКА подписало контракты на исследование европейских элементов станции ESPRIT (European System Providing Refuelling, Infrastructure and Telecommunications) и I-HAB (International — Habitat) с компанией Thales Alenia Space[47] и компанией Airbus[48].

2019
- Февраль 2019: Правительство Канады официально заявило о своем участии в проекте и финансирования участия в нём, в том числе предоставит роботизированную систему Canadarm 3 которая будет включать в себя роботизированную руку, оборудование и специализированные инструменты[12][49]. Канада является первым международным партнером США в окололунной станции[50].
- Апрель 2019: В связи с планами правительства США переноса пилотируемой высадки на Луну с 2028 года на 2024 год и программы Артемида НАСА предложило сократить количество модулей НАСА к моменту пилотируемой высадки на Луну до двух модулей: электродвигательный модуль (Power and Propulsion Element) и небольшого жилого модуля со стыковочными узлами (U.S. Utilization Element); другие модули НАСА будут доставлены позднее[51][52].
- Май 2019: Министерство образования, культуры, спорта, науки и технологий Японии (MEXT) подписало соглашение с НАСА о намерениях по сотрудничеству на окололунной станции и поверхности Луны и заявило что правительство Японии до конца года объявит о своем участии в этом проекте. На данное время только Канада является официальным участником проекта, помимо США[53][54][55].

- Май 2019: НАСА по результатам конкурса на создание модуля станции РРЕ заключило контракт с компанией Maxar Technologies, планируется запуск модуля в 2022 году. После успешной тестовой эксплуатации НАСА может приобрести модуль для использования[56].
- Июль 2019: НАСА по результатам конкурса на создание модуля станции выбрала компанию Northrop Grumman Innovation Systems на создание Малого жилого модуля, планируется запуск модуля в 4 квартале 2023 году[57]. Ранее U.S. Utilization Element.

2020
- Октябрь 2020: НАСА работает над созданием стандартов конструкции шлюзовых отсеков, которые позволят российскому пилотируемому кораблю «Орел» состыковаться с окололунной станцией Gateway[58].

2021
- Март 2021: НАСА подписала контракт с компанией SpaceX на доставку грузов и модулей самой станции к Gateway. Первым в мае 2024 г. планируется доставить электродвигательный модуль PPE при помощи тяжёлой ракеты-носителя Falcon Heavy.[59]

2022
Июнь 2022: Запуск лунного орбитального аппарата CAPSTONE для проверки и подтверждения расчётной орбиты, запланированной для Gateway.

## Модули станции
- Электродвигательный модуль (англ. Power and Propulsion Element сокр. PPE) — Первый модуль НАСА. В мае 2019 года в конкурсе на разработку и предоставления модуля победила компания Maxar Technologies (ранее SSL), с которой был заключен контракт на сумму 375 млн долларов[63]. Также в создании модуля примут участие Blue Origin и Draper. Заявлено, что дизайн модуля основан на платформе класса 1300, солнечные батареи основаны на ROSA, мощность электродинамического двигателя, питающегося от солнечных батарей — около 50 кВт[64]; также на нём будут расположены системы связи[6][65]; масса модуля на момент запуска 5000 кг[66]; запуск модуля запланирован на конец 2022 года; после периода успешной эксплуатации модуля его поставщиком на окололунной орбите НАСА может приобрести его для использования в качестве первого элемента станции[56]. В запросе, изданном в июле 2017, указано, что модуль в рамках концепции станции будет иметь ионные, а также химические двигатели, использующие гидразин, бак, вмещающий 2000 кг ксенона для ионных двигателей, и иметь минимум 15-летний срок службы, также масса не должна превышать 7,5 тонны, чтобы быть запущенным на РН SLS[67][68]; в ноябре 2017 года был объявлен список участников исследования разработки модуля: Space Systems Loral, Boeing, Sierra Nevada Space Systems, Lockheed Martin, Orbital ATK[69], в сентябре 2018 был выпущен финальный пакет документов, где указан запуск на коммерческой ракете в 2022 году[70].
- Малый жилой модуль (англ. Minimal Habitation Module сокр. MHM) — Второй модуль НАСА в составе станции в рамках программы Артемида, необходимый для пилотируемой высадки в 2024 году. В июле 2019 года Northrop Grumman Innovation Systems была выбрана как изготовитель модуля, без заключения контракта на тот момент. Модуль создается на основе корабля Сигнус, создаваемый вместе с компанией Thales Alenia Space, ранее участвующей в создании Многоцелевой модуль снабжения и грузового корабля ATV. Два осевых и до двух радиальных стыковочных портов. Благодаря модулю на станции сможет находиться экипаж из 4 человек на срок до 30 дней. Запуск не ранее 4 квартала 2023 финансового года[57][71][72]. Ранее — U.S. Utilization Element
- (англ. European System Providing Refuelling, Infrastructure and Telecommunications сокр. ESPRIT) — создается ЕКА[65]
- Международный жилой модуль (англ. International Habitation module сокр. I-HAB) — жилой модуль создаваемый международными партнерами США, совместно европейским и японским агентствам[73]. Благодаря жилому модулю на станции сможет находиться экипаж на срок от 30 до 60 дней[6].
- Американский жилой модуль (англ. US Habitation module сокр. US-HB) — жилой модуль, создаваемый США[73][74][74][75].
- Модуль снабжения (англ. Logistics Module) — разные модули снабжения, создаваемые США и международными партнерами[6].
- (англ. Robotic Arm) — создается Канадой[6]
- Шлюзовой модуль (англ. Airlock Module) —
- (англ. Sample Return Vehicle) —

Планируется, что модули станции будут доставляться на окололунную орбиту с использованием американских коммерческих РН, также с кораблем «Орион» РН Space Launch System.

## Планируемые события[77]
- 2027 год — запуск электродвигательного модуля РРЕ и Малого жилого модуля HALO на Falcon Heavy[44][78]
- 2028 год — Артемида-4: с экипажем, миссией которого будет сборка станции[79].

## Доставка экипажей на станцию
Планируется, что экипажи на станцию будут доставляться кораблями «Орион» с помощью ракеты Space Launch System.

## Проблема радиационной безопасности
Экипаж окололунной станции, в отличие от экипажа МКС, не будет защищен от космического излучения магнитным полем Земли ввиду удаленности станции от планеты.

## Финансирование разработки
В бюджете НАСА по разделу Lunar Orbital Platform — Gateway на 2019 год было выделено 504,2 млн долларов. На 2020 год в марте 2019 года планировалось выделить 821 млн, но в дальнейшем в рамках высадки в 2024 году планируемое выделение средств Белым Домом было сокращено на 321 млн до 500 млн долларов.

## Критика проекта

### В США
Инженер, популяризатор космонавтики и основатель марсианского сообщества Роберт Зубрин в статье «Худший план NASA» высказывал мнение, согласно которому США не нужна лунная станция, так как она не поможет добраться до Луны или Марса, либо попасть на астероид, он также считал, что если США нужна станция на Луне, то она должна быть построена на её поверхности.

### В России
Кандидат технических наук, член-корреспондент общественной организации Российской академии космонавтики им. К. Э. Циолковского Андрей Ионин, полагал, что новая станция будет находиться под управлением США, хотя и допускал возможность того, что у России могут быть заказаны определённые работы, и все же считал, что несмотря на заявленное международное сотрудничество, все остальные страны будут находиться на вторых ролях.
Директор Госкорпорации «Роскосмос» по пилотируемым космическим программам Сергей Крикалёв рассматривал эту инициативу США, как новую международную и как продолжение программы МКС, и полагал, что она будет основана на тех же принципах партнерства и равенства участников.